# Saison 2017 de l'équipe cycliste Fortuneo-Oscaro
La saison 2017 de l'équipe cycliste Fortuneo-Oscaro est la treizième de cette équipe.

## Préparation de la saison 2017

### Sponsors et financement de l'équipe
En début de saison, les sponsors principaux étaient les mêmes que l'an passé, c'est-à-dire la banque en ligne Fortuneo, le site de vente pour produits agricoles Vital Concept et le conseil régional de Bretagne. Mais pour le Tour de France, Vital Concept se retire, et est remplacé par le site de pièces automobiles Oscaro.

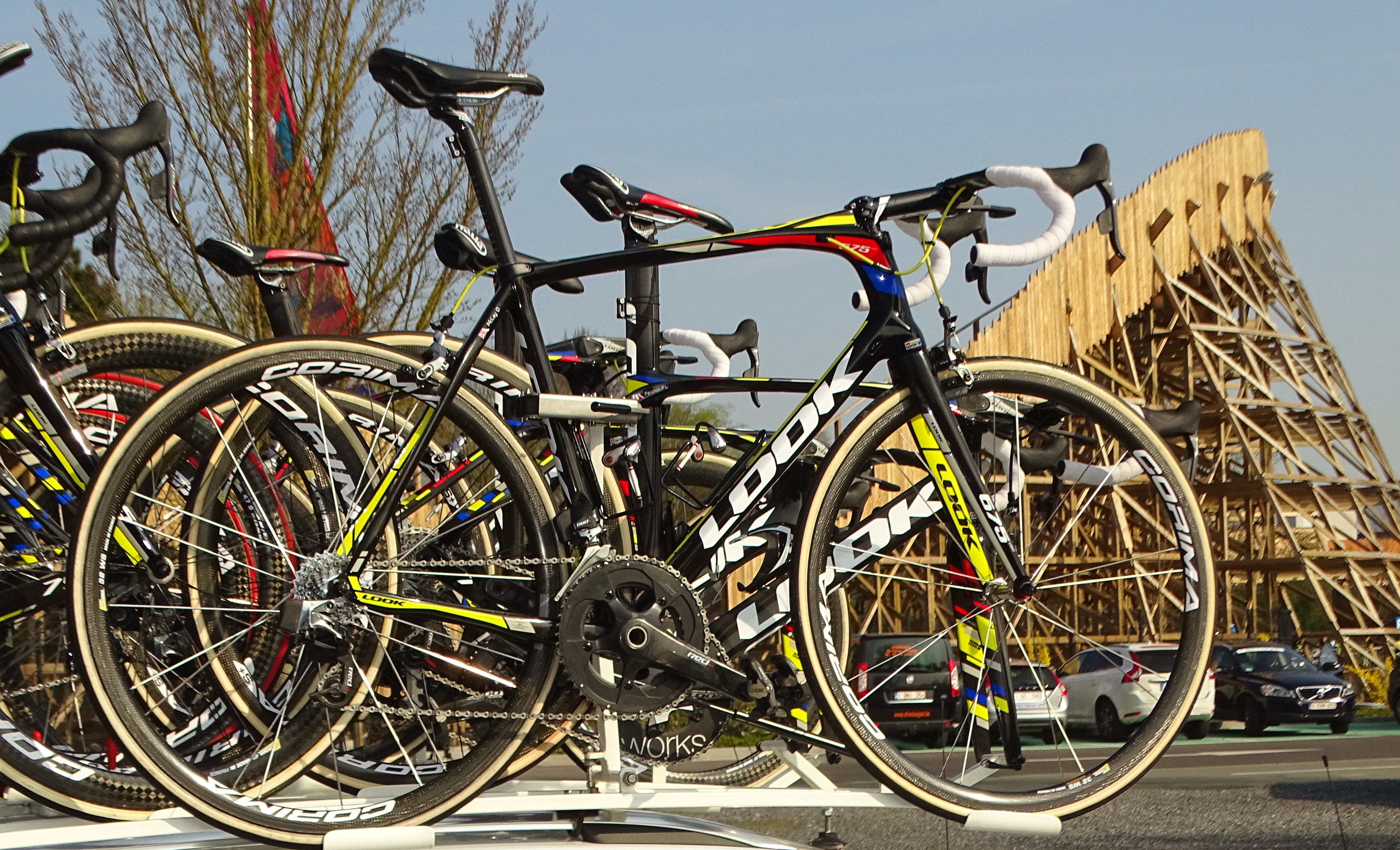
Vélos de l'équipe lors des Trois Jours de La Panne.
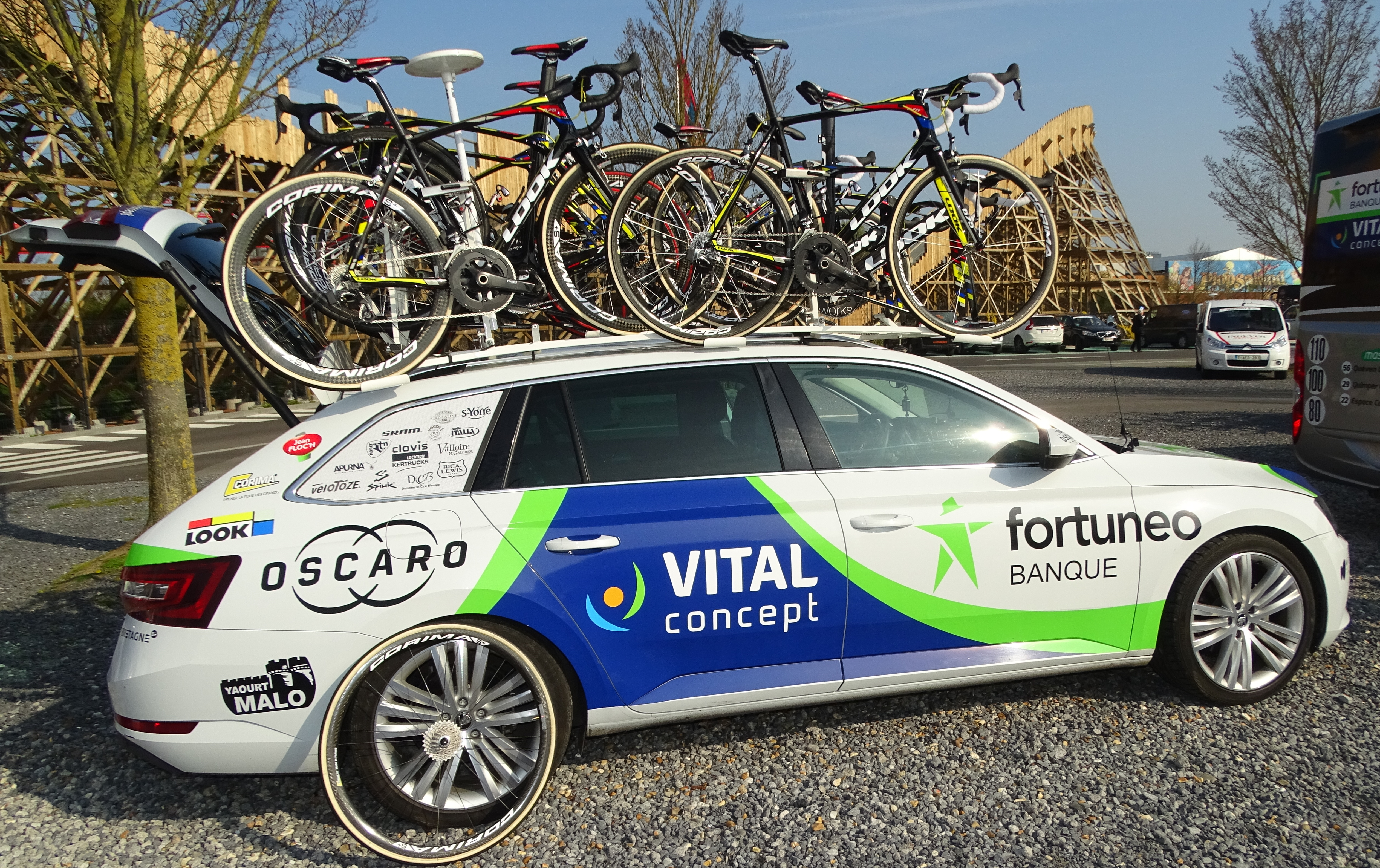
Véhicule de l'équipe lors des Trois Jours de La Panne.

### Arrivées et départs
| Arrivées          | Équipe 2016        |
| ----------------- | ------------------ |
| Maxime Bouet      | Etixx-Quick Step   |
| Erwann Corbel     | VC Pays de Loudéac |
| Maxime Daniel     | AG2R La Mondiale   |
| Romain Hardy      | Cofidis            |
| Arnold Jeannesson | Cofidis            |
| Laurent Pichon    | FDJ                |

| Départs              | Équipe 2017               |
| -------------------- | ------------------------- |
| Jean-Marc Bideau     | retraite                  |
| Vegard Breen         | Joker Icopal              |
| Frédéric Brun        | Bourg-en-Bresse Ain       |
| Maxime Cam           | Côtes d'Armor-Marie Morin |
| Pierrick Fédrigo     | retraite                  |
| Jonathan Hivert      | Direct Énergie            |
| Yauheni Hutarovich   | retraite                  |
| Julien Loubet        | Armée de Terre            |
| Chris Anker Sørensen | Riwal Platform            |
| Steven Tronet        | Armée de Terre            |

### Objectifs
La saison débute sur le terrain du cyclo-cross avec les championnats de France organisés sur le circuit du Mingant à Lanarvily dans le Finistère et donc sur les terres bretonnes de l'équipe. En plus du tenant du titre et légende du cyclo-cross français, Francis Mourey, les Fortuneo-Vital Concept amènent une véritable armada avec l'outsider Arnold Jeannesson qui s'est spécialement préparé pour l'événement et Kévin Ledanois qui aura un rôle d'équipier important. Le régionalisme de l'équipe font de ces championnats de France un premier objectif de la saison.

## Déroulement de la saison
Premier objectif de la saison, les championnats de France de cyclo-cross organisés en Bretagne ne tombent pas dans la besace des Fortunéo. Francis Mourey, champion sortant, lâche prise dès le troisième des onze tours de course. Les chances bretonnes reposent alors sur Arnold Jeannesson qui tiendra jusqu'au sprint final avant de céder face au favori Clément Venturini (Cofidis). Kévin Ledanois prend la huitième pl.

## Coureurs et encadrement technique

### Effectif

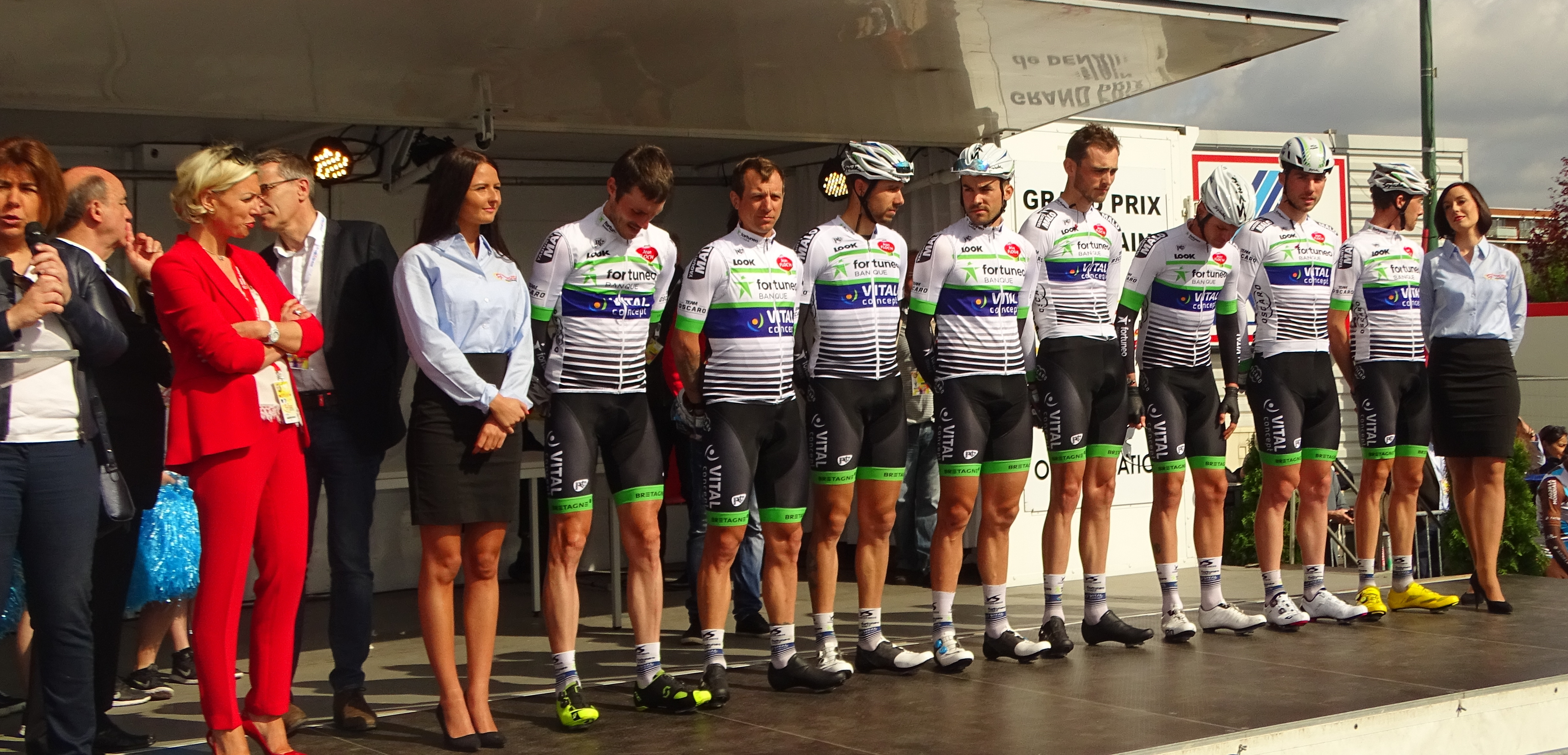
L'équipe Fortuneo-Oscaro lors du Grand Prix de Denain.

| Cycliste            | Date de naissance | Nationalité | Équipe 2016            |  |
| ------------------- | ----------------- | ----------- | ---------------------- |  |
| Franck Bonnamour    | 20 juin 1995      | France      | Fortuneo-Vital Concept |  |
| Maxime Bouet        | 3 novembre 1986   | France      | Etixx-Quick Step       |  |
| Erwann Corbel       | 20 avril 1991     | France      | VC Pays de Loudéac     |  |
| Maxime Daniel       | 5 juin 1991       | France      | AG2R La Mondiale       |  |
| Anthony Delaplace   | 11 septembre 1989 | France      | Fortuneo-Vital Concept |  |
| Brice Feillu        | 26 juillet 1985   | France      | Fortuneo-Vital Concept |  |
| Armindo Fonseca     | 1er mai 1989      | France      | Fortuneo-Vital Concept |  |
| Arnaud Gérard       | 6 octobre 1984    | France      | Fortuneo-Vital Concept |  |
| Élie Gesbert        | 1er juillet 1995  | France      | Fortuneo-Vital Concept |  |
| Romain Hardy        | 24 août 1988      | France      | Cofidis                |  |
| Benoît Jarrier      | 1er février 1989  | France      | Fortuneo-Vital Concept |  |
| Arnold Jeannesson   | 15 janvier 1986   | France      | Cofidis                |  |
| Kévin Ledanois      | 13 juillet 1993   | France      | Fortuneo-Vital Concept |  |
| Daniel McLay        | 3 janvier 1992    | Royaume-Uni | Fortuneo-Vital Concept |  |
| Francis Mourey      | 8 décembre 1980   | France      | Fortuneo-Vital Concept |  |
| Pierre-Luc Périchon | 4 janvier 1987    | France      | Fortuneo-Vital Concept |  |
| Laurent Pichon      | 19 juillet 1986   | France      | FDJ                    |  |
| Eduardo Sepúlveda   | 13 juin 1991      | Argentine   | Fortuneo-Vital Concept |  |
| Florian Vachon      | 2 janvier 1985    | France      | Fortuneo-Vital Concept |  |
| Boris Vallée        | 3 juin 1993       | Belgique    | Fortuneo-Vital Concept |  |
| Stagiaire           | Date de naissance | Nationalité | Équipe 2017            |  |
| Thibault Guernalec  | 31 août 1997      | France      | Team Pays de Dinan     |  |
| Kenny Molly         | 24 décembre 1996  | Belgique    | AGO-Aqua Service       |  |
| Alan Riou           | 2 avril 1997      | France      | Team Pays de Dinan     |  |

## Bilan de la saison

### Victoires

#### Sur route
| Date       | Course                                                    | Pays     | Classe | Vainqueur                             |
| ---------- | --------------------------------------------------------- | -------- | ------ | ------------------------------------- |
| 29/01/2017 | Trofeo Playa de Palma                                     | Espagne  | 1.1    | Daniel McLay                          |
| 18/03/2017 | Classic Loire-Atlantique                                  | France   | 1.1    | Laurent Pichon                        |
| 20/03/2017 | 1re étape du Tour de Normandie                            | France   | 2.2    | Anthony Delaplace                     |
| 23/03/2017 | 1re étape a de la Semaine internationale Coppi et Bartali | Italie   | 2.1    | Laurent Pichon                        |
| 26/03/2017 | Classement général du Tour de Normandie                   | France   | 2.2    | Anthony Delaplace                     |
| 31/03/2017 | Route Adélie de Vitré                                     | France   | 1.1    | Laurent Pichon                        |
| 30/04/2017 | 6e étape du Tour de Bretagne                              | France   | 2.2    | Élie Gesbert                          |
| 18/06/2017 | 5e étape du Tour de Savoie                                | France   | 2.2    | Pierre-Luc Périchon                   |
| 15/08/2017 | 1re étape du Tour du Limousin                             | France   | 2.1    | Élie Gesbert                          |
| 10/09/2017 | Tour du Doubs                                             | France   | 1.1    | Romain Hardy                          |
| 24/09/2017 | Duo normand                                               | France   | 1.1    | Pierre-Luc Périchon-Anthony Delaplace |
| 1/10/2017  | Tour de l'Eurométropole                                   | Belgique | 1.HC   | Daniel McLay                          |

#### En cyclo-cross
| Date       | Course                                        | Pays   | Classe | Vainqueur      |
| ---------- | --------------------------------------------- | ------ | ------ | -------------- |
| 12/11/2017 | Coupe de France de cyclo-cross #2, La Mézière | France | C1     | Francis Mourey |

### Résultats sur les courses majeures
Les tableaux suivants représentent les résultats de l'équipe dans les principales courses du calendrier international dans lesquelles l'équipe bénéficie d'une invitation (les cinq classiques majeures et les trois grands tours). Pour chaque épreuve est indiqué le meilleur coureur de l'équipe, son classement ainsi que les accessits glanés par Fortuneo-Vital Concept sur les courses de trois semaines.

#### Classiques
| Classique            | Milan-San Remo | Tour des Flandres | Paris-Roubaix             | Liège-Bastogne-Liège | Tour de Lombardie |
| -------------------- | -------------- | ----------------- | ------------------------- | -------------------- | ----------------- |
| Coureur (classement) | Non invitée    | Non invitée       | Pierre-Luc Périchon (55e) | Non invitée          | Non invitée       |

#### Grands tours
| Grand tour           | Tour d'Italie | Tour de France     | Tour d'Espagne |
| -------------------- | ------------- | ------------------ | -------------- |
| Coureur (classement) | Non invitée   | Brice Feillu (16e) | Non invitée    |
| Accessits            | -             | -                  | -              |